# Saint-Sauveur-en-Puisaye
Saint-Sauveur-en-Puisaye ist eine französische Gemeinde mit 907 Einwohnern (Stand: 1. Januar 2022) im Département Yonne in der Region Bourgogne-Franche-Comté; sie gehört zum Arrondissement Auxerre und zum Kanton Vincelles (bis 2015: Kanton Saint-Sauveur-en-Puisaye). Die Einwohner werden San-Salvatoriens genannt.

## Geographie
Saint-Sauveur-en-Puisaye liegt etwa 42 Kilometer westsüdwestlich von Auxerre. Umgeben wird Saint-Sauveur-en-Puisaye von den Nachbargemeinden Mézilles im Norden, Fontaines im Nordosten, Saints-en-Puisaye im Osten, Moutiers-en-Puisaye im Süden und Westen sowie Ronchères im Nordwesten.

## Bevölkerungsentwicklung
| Jahr                      | 1962 | 1968 | 1975 | 1982 | 1990 | 1999 | 2006 | 2013 |
| Einwohner                 | 1190 | 1187 | 1193 | 1149 | 1005 | 939  | 954  | 918  |
| Quelle: Cassini und INSEE |      |      |      |      |      |      |      |      |

## Sehenswürdigkeiten
- Kirche Saint-Jean-Baptiste aus dem 11./12. Jahrhundert
- Donjon aus dem 11. Jahrhundert, Monument historique seit 1996
- Rathaus und Museum Colette im Schloss Saint-Sauveur
- Geburtshaus von Colette, seit 2011 Monument historique

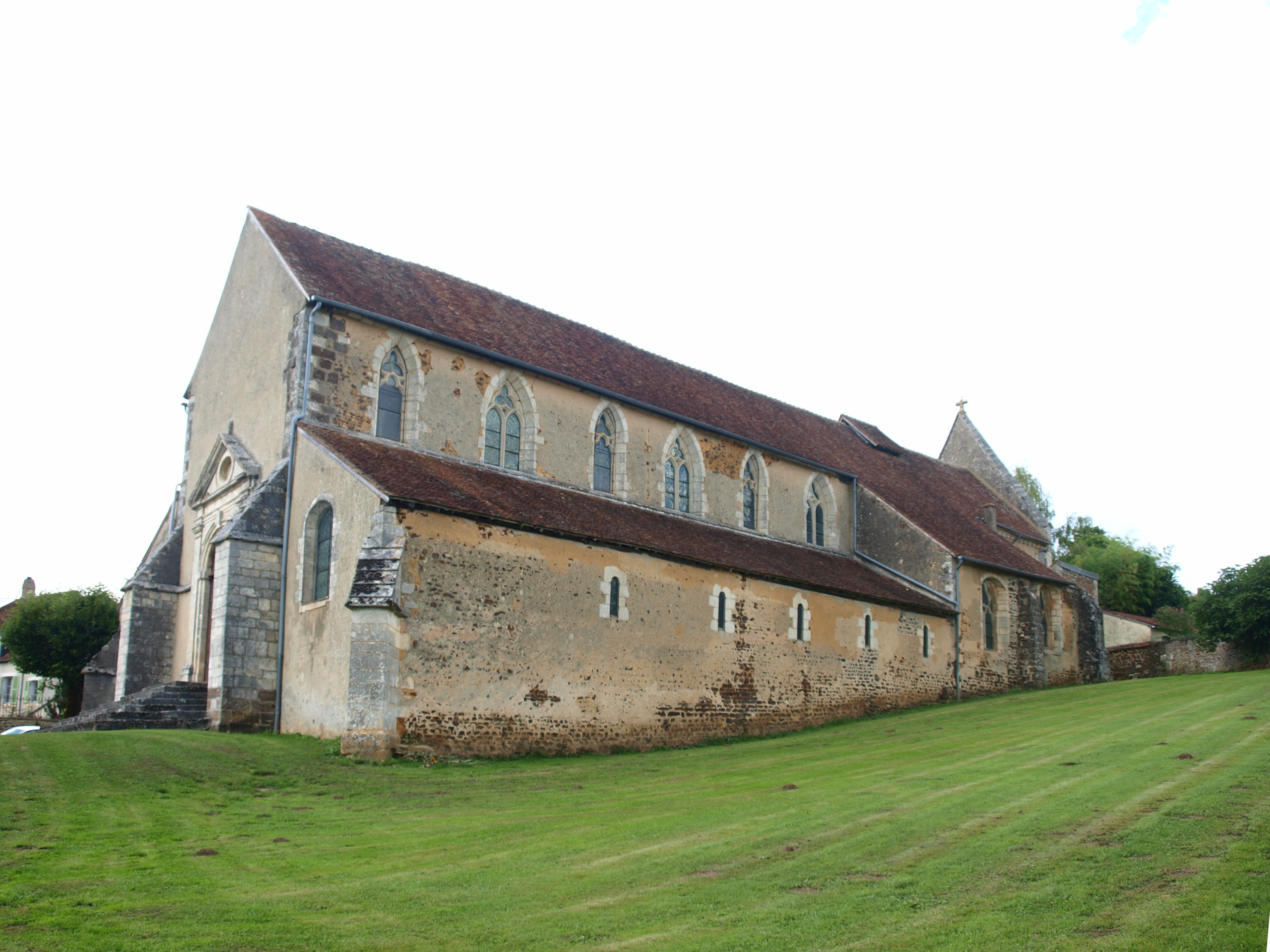
Kirche Saint-Jean-Baptiste
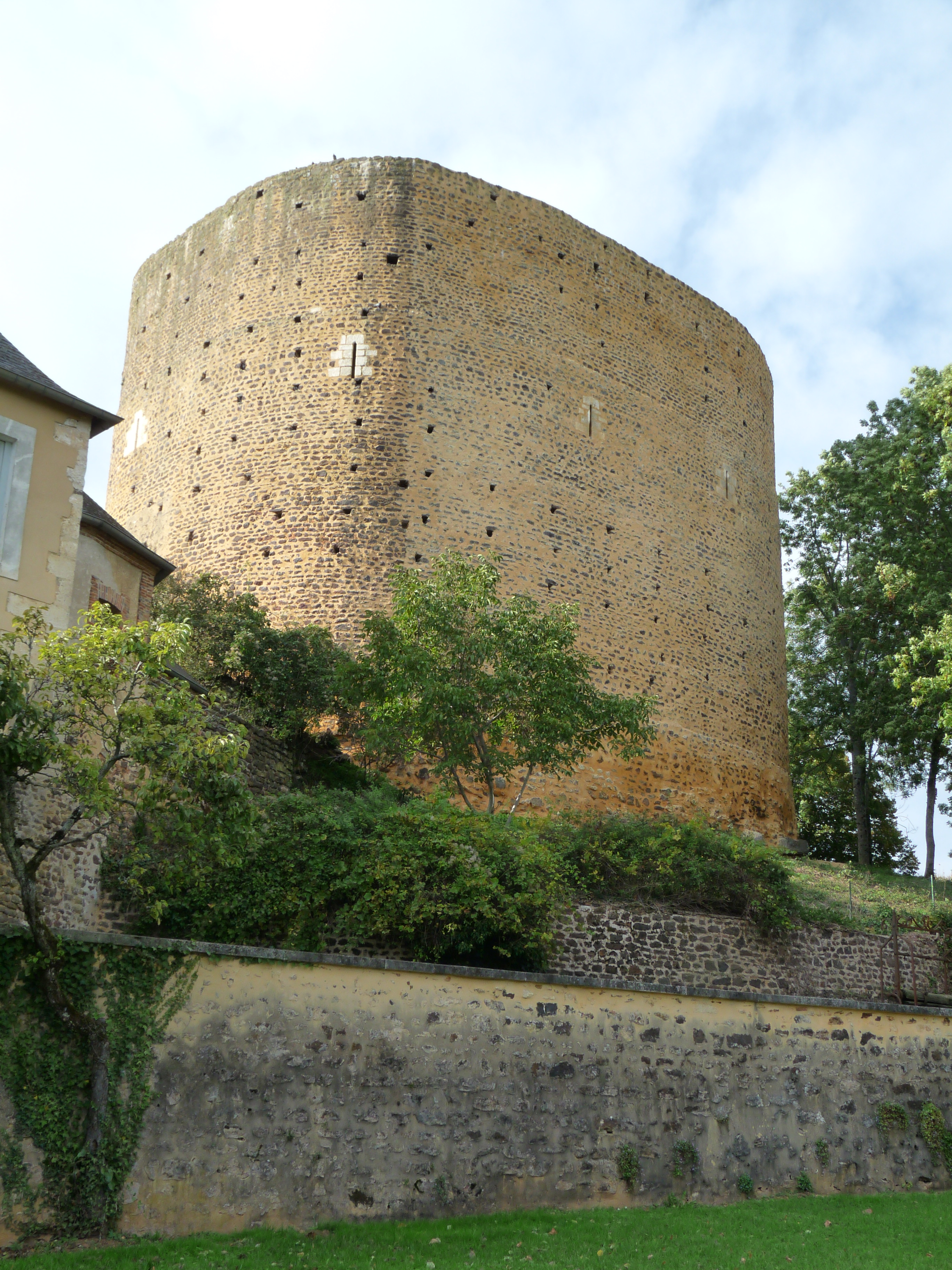
Donjon
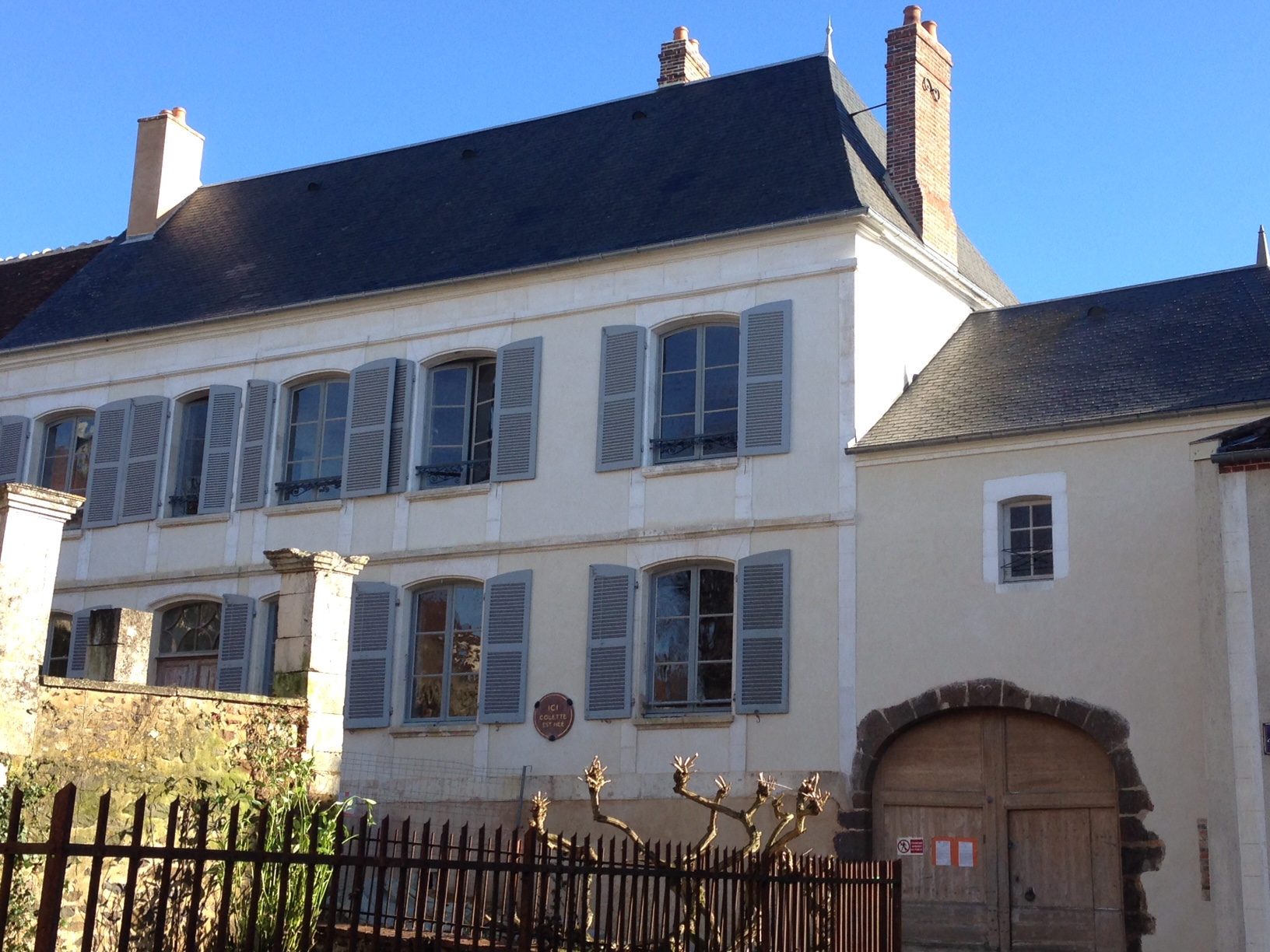
Geburtshaus von Colette
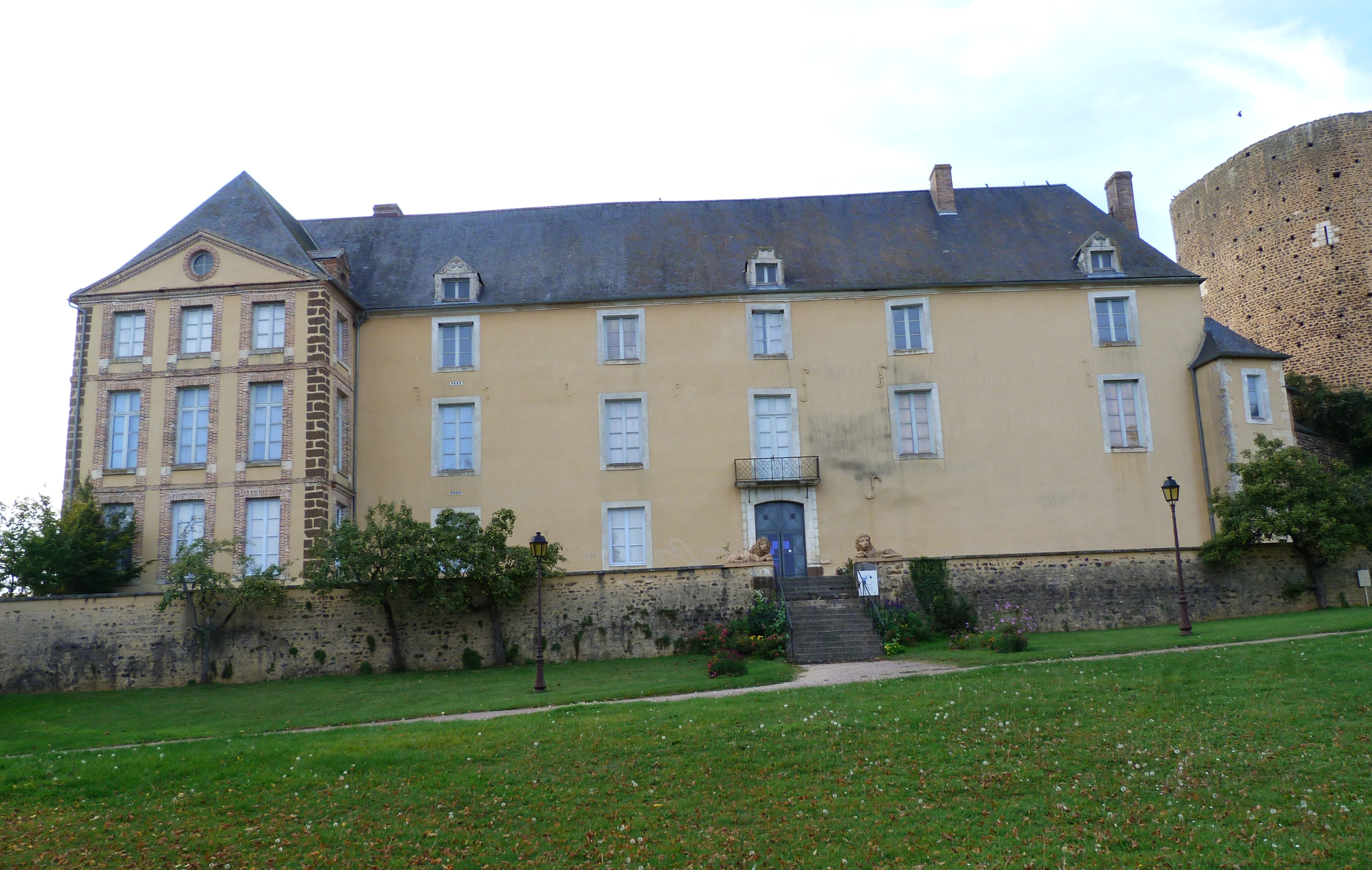
Museum Colette

## Persönlichkeiten
- André Jean Baptiste Robineau-Desvoidy (1799–1857), Entomologe
- Sidonie-Gabrielle Colette (1873–1954), Schriftstellerin